# Amphiporus incubator
Amphiporus incubator är en djurart som tillhör fylumet slemmaskar, och som beskrevs av Louis Joubin 1914. Amphiporus incubator ingår i släktet Amphiporus och familjen Amphiporidae. Inga underarter finns listade i Catalogue of Life.